# Biserica franceză din București
Biserica franceză „Sacré Cœur" din București, cu hramul „Sfânta Inimă a lui Isus”, se află pe str. Cpt. Demetriade nr. 3, sector 1, în capătul Pieței Monseniorul Vladimir Ghika, în mijlocul căreia se află statuia monseniorului Vladimir Ghika. Biserica servește ca biserică parohială a Parohiei „Sacré Cœur", înființată la 1 decembrie 1991 în cadrul Arhidiecezei Romano-Catolice de București. Aceasta servește comunitatea catolica româna, comunitatea francofona, comunitatea anglofona si comunitatea filipineza.

## Istoric

Interiorul bisericii

Statuia monseniorului Vladimir Ghika

### Începuturile
În primăvara anului 1906 monseniorul Vladimir Ghika, prin sora Elisabeta Pucci, chemată de el de la Salonic, a pus bazele așezământului Institutului Superior de Caritate "Sfântul Vincențiu de Paul" din București, pe terenul donat de Maria Pâcleanu, fosta soție a ministrului Constantin C. Arion.
În anul 1930 congregația „Fiicele Carității Sfântului Vincențiu de Paul” a construit alături de acest institut biserica parohiei romano-catolice "Sacré Coeur", alipită de marginea estică a institutului, cu altarul orientat spre nord.

### Perioada comunistă
În anul 1948 surorile congregației au fost obligate să-și întrerupă activitatea și să părăsească țara, ca toate celelalte congregații religioase. La data de 1 octombrie 1948 surorile au vândut întreaga proprietate Statului Francez. Proprietatea consta dintr-un teren de 13.960 mp, pe care erau construite o capelă, un presbiteriu, un spital cu subsol, parter, 2 etaje și mansarde; 3 corpuri de clădire alcătuind Sanatoriul, cu subsol, parter, 2 etaje și clădirea unde locuiau Surorile.
A urmat decretul de naționalizare nr. 302, publicat în Monitorul Oficial nr. 256 din 3 noiembrie 1948, prin care au fost trecute în proprietatea Statului Român toate clădirile împreună cu terenul aferent, în afară de biserică, cu o suprafață de 468 mp și casa parohială, având 393 mp, care au rămas proprietăți franceze.
Clădirile naționalizate au devenit sediu pentru Spitalul Endocrinologic „C.I. Parhon”, locație în care funcționează și în prezent.
La începutul anului 1957, guvernul comunist a închis biserica, preoții au fost arestați și întemnițați.

### După căderea comunismului
La cererea Arhiepiscopiei Romano Catolice de București și a credincioșilor din cartier, adresată Ambasadei Franceze, biserica a fost redeschisă în mai 1991 celebrându-se numai duminica, două Sf. Liturghii, în limba română și în limba franceză.
La 1 decembrie 1991 a fost reînființată parohia "Sacré Coeur", iar în vara anului 1992 aceasta a primit și casa parohială. La 9 iulie 1996 s-a încheiat o convenție între Arhiepiscopie și Ambasada Franței, prin care s-au stabilit condițiile de utilizare și de întreținere ale bisericii și casei parohiale. Au fost efectuate lucrările necesare de reparații, modificări, consolidări și dotări pentru buna desfășurare a activităților pastorale la ambele clădiri.
Din 1998, în biserică se află statuia în ipsos a Monseniorului Ghika, originalul celei în bronz din piațeta alăturată. Originalul lucrat de sculptorul Gheorghe D. Anghel îi fusese dăruit de acesta prietenului său arhitectul Anghel Marcu. După decesul arhitectului Anghel Marcu, conform dispozițiilor sale testamentare, statuia a fost trimisă parohiei "Sacré Coeur", ca un semn de considerație pentru biserica în care Monseniorul Ghika a slujit ca preot. 
În Biserica Franceză din București este montată o placă comemorativă care amintește jertfa soldaților francezi pe câmpurile de luptă din România în timpul Primului Război Mondial, la București, Constanța, Galați, Iași, Slobozia și Timișoara.

### În Prezent
Biserica Sacré-Coeur are o viata liturgica foarte puternica, deservind mai multe comunitati lingvistice ale capitalei. Astfel, pe langa comunitatea catolica romana se afla prezente in aceasta biserica si comunitatea francofona, comunitatea anglofona si comunitatea filipineza. Sfintele liturghii se celebreaza zilnic. 
În octombrie 2022 a fost instalată în biserică o frumoasa orgă cu două manuale, pedalier și șase registre.
În 19 februarie 2024, s-a reinoit conventia între Ambasada Frantei în Romania si Parohia romano-catolica Sacré-Coeur din Bucuresti printr-un contract de uzufruct viager.